# Gevher Nesibe Khatun
Melike Ismetüddin Gevher Nesibe Khatun (... – 1204) è stata una principessa selgiuchide del Sultanato di Rum, figlia di Qilij Arslan II.

## Leggenda
Secondo la leggenda, Gevher Nesibe s'innamorò di un ufficiale di cavalleria che prestava servizio presso il palazzo di Konya dove lei viveva, ma suo fratello, il sultano Kaykhusraw I, le negò il permesso di sposarlo e mandò il giovane in guerra, dove morì.
Disperata per la perdita del suo amato, Gevher Nesibe si ammalò di tubercolosi. Pentito, suo fratello le fece visita e supplicò il perdono, offrendosi di soddisfare qualunque sua richiesta. La leggenda vuole che Gevher Nesibe rispose: "Sono molto malata, non c'è modo per me di riprendermi, nessun medico può guarirmi. Morirò. Il mio desiderio è che tu usi i miei beni per costruire ospedali in mio nome, dove i malati vengano accuditi gratuitamente e dove i nostri medici cerchino nuove cure per le malattie incurabili".
Il sultano onorò i desideri della sorella e nel 1204, subito dopo la sua morte, commissionò a Üstad Ömer un ospedale a Kayseri. Entro il 1210, il sultano fece costruire anche una madrasa e una moschea a lei dedicate, in quello che oggi è noto come "Complesso Gevher Nesibe", che è noto come il più antico complesso selgiuchide sopravvissuto. Secondo la leggenda, la principessa stessa sarebbe sepolta al suo interno.